# 宗通县 (清迈)
宗通县是泰国清邁府的一个县。位于清迈府的南部。面积712平方公里。2013年人口66,353。人口密度107.20/km2 。
邻近的县有福县、夜占县、夜旺县和黎罗县等。境内的重要的河流为宾河。